# Пельтан, Эжен
Пьер Клема́н Эже́н Пельта́н (Пелльтан) (фр. Pierre Clément Eugène Pelletan; 29 октября 1813, Сен-Пале-сюр-Мер — 13 декабря 1884, Париж) — французский журналист, писатель и политический деятель; член правительства национальной обороны (1870), в 1871—76 годы член национального собрания, с 1876 сенатор. Отец Камилла Пельтана (1846—1915).

## Деятельность
Ряд статей по истории, философии, критике и общественным вопросам, напечатанных им в «Presse» Эм. Жирардена под псевдонимом Un Inconnu (Неизвестный), поставил его в первые ряды журналистов.
Друг и поклонник Ламартина, он радостно приветствовал переворот 1848 г., но не принял должности, предложенной ему республиканским правительством. Потерпев неудачу на выборах в законодательное собрание, Пельтан продолжал газетную работу и вел борьбу на два фронта: с крайностями социализма и с клерикальными доктринами. После переворота 2 декабря 1851 г. Пельтан стал одним из выдающихся публицистов оппозиции, участвуя в «Siècle», «Avenir», «XIX siècle» и высказывая в брошюрах то, чего не мог поместить в периодических изданиях. С 1864 г. был членом законодательного корпуса, и там являясь непримиримым противником империи.
В 1870 г. был одним из немногих членов палаты, протестовавших против войны с Пруссией. После капитуляции Парижа Пельтан недолго исполнял обязанности министра финансов. В Национальном собрании 1871 г. Пельтан не играл выдающейся роли. В 1876 г. избран пожизненным сенатором.

## Издания
- «La lampe éteinte» (1840, философский роман),
- «Histoire des trois journées de Février» (1848),
- «La profession de foi du XIX siècle» (1852),
- сборник статей «Heures de travail» (1854),
- «Les morts inconnus»,
- «Le pasteur du désert» (1855; биография деда автора),
- «Les droits de l’homme» (1858),
- «Qu’allons nous faire?» (1859),
- «La décadence de la monarchie française» (1860),
- «Le droit de parler» (1862),
- «La tragédie italienne» (1862),
- «La comédie italienne» (1863);
- «Adresse au roi Coton» (1863),
- «Le Crime» (1863),
- «La Charte du foyer» (1864),
- «Heures de travaile» (1869),
- «Nouvelles heures du travail» (1870),
- «Les uns et les autres» (1873).